# Speculum humanae salvationis

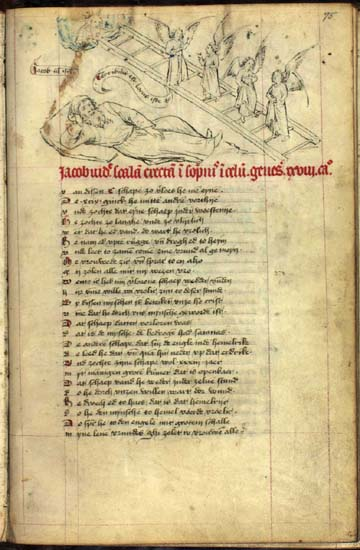
Drabina Jakubowa jako prefiguracja Wniebowstąpienia – Speculum Humanae Salvationis (1430)

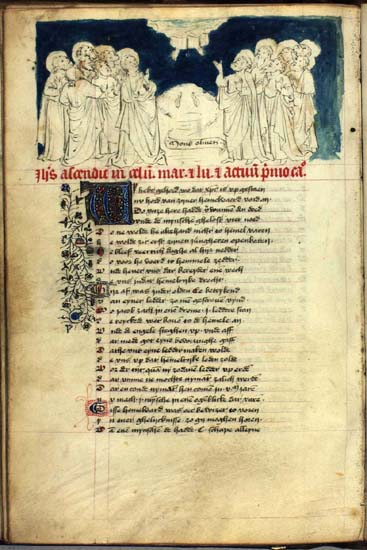
Wniebowstąpienie Jezusa Chrystusa – Speculum Humanae Salvationis (1430)

Speculum Humanae Salvationis (niem. Heilspiegel, Spiegel menschlicher Behaltnis, fr. Miroir de la salvation humaine, ang. The Mirroure of Mans Saluacionne, pl. Zwierciadło ludzkiego zbawienia) – ilustrowane dzieło późnego średniowiecza, zawierające cykle obrazowe objaśnione teologicznym komentarzem oraz tekstami biblijnymi, które w oparciu o Pismo Święte miało wyjaśniać i przybliżać czytelnikowi historię i sens zbawienia.
Księga zawierała sceny ze Starego i Nowego Testamentu, historii świeckiej oraz legend. Powstała ok. 1324 r. w Strasburgu. Jej autorem był prawdopodobnie dominikanin Ludolf Kartuz. Obejmowała 45 rozdziałów z 192 miniaturami. Epizod z Nowego Testamentu (stanowiący temat każdego rozdziału) objaśniony został dwoma zdarzeniami ze Starego Testamentu oraz jedną sceną z historii lub legendy. W I połowie XV w. ukazują się pierwsze tłumaczenia, m.in. na języki niemiecki i francuski.
Najstarsza wersja drukowana w formie książki blokowej pochodzi z Augsburga (wyd. ok. 1473). W swojej treści jest podobna do wydanej wcześniej w tej samej formie Biblii Pauperum. Na świecie zachowało się ok. 350 rękopisów Speculum oraz cztery różne wydania ksylograficzne z 58 kartami na których odbito ilustracje w kolorze brunatnym a tekst w kolorze czarnym techniką typograficzną. Jedno z wydań łacińskich posiadające 20 kart z ilustracjami odbitymi ręcznie wraz z tekstem za pomocą drzeworytowych klocków, przyczyniło się do powstania teorii, iż właśnie to wydanie stanowiło przykład przechodzenia od techniki ksylograficznej (blokowej) do typograficznej.
Dla sztuki późnego średniowiecza stanowiło ważne  źródło materiałów ikonograficznych. Przedstawienia zaczerpnięte ze Speculum można odnaleźć m.in. w witrażach wielu kościołów, w Godzinkach księcia du Berry braci Limbourg, w Ołtarzu Bladelina Rogiera van der Weydena (ok. 1445-50), w Ołtarzu Zwierciadła Zbawienia, Konrada Witza (ok. 1435, Bazylea, Kunstmuseum), we freskach w krużgankach katedry w Brixen, na arrasach z klasztoru Wienhausen oraz na gobelinach katedry w Reims.